# Нагибина, Мария Павловна
Мари́я Па́вловна Наги́бина (Цыбу́льская) (1878—1943) — ботаник, специалист по зеленому строительству, старший научный сотрудник Московского Ботанического сада, профессор Московского государственного университета.

## Биография
Родилась 21 сентября 1878 года в селе Успенском Льговского уезда Курской губернии в семье мелкопоместных дворян. Окончила «Коллективные уроки общества воспитательниц и учительниц» (1899), приравнивавшиеся в то время к Высшим Женским курсам. Посещала лекции по биологическим дисциплинам в Московском университете. Вышла замуж за Сергея Фёдоровича Нагибина — физиолога растений, преподавателя Московского университета.
В небольшом имении Старое Першино в Дмитриевском уезде Курской губернии, Нагибины собирали и выращивали в своём саду уникальные и редкие растения. Организовали школу для крестьянских детей. За свой счет содержали учителей, а летом Нагибина учила детей сама.
Нагибина была принята на должность (1904) научного сотрудника Ботанического сада Московского университета, совмещая практическую деятельность с преподаванием в Московском университете. Биологические исследования Нагибиной были связаны с изучением флоры Дмитриевского уезда. Составленный ею «Большой гербарий растений Курской губернии» был передан в Московский университет. 
Посетила ботанические сады Бельгии, Англии и Германии (1909—1910) в качестве куратора отдела цветоводства Ботанического сада. В заграничной командировке познакомилась с основными тенденциями развития декоративного садоводства.
Окончила Московский городской народный университет имени А. Л. Шанявского (1916).

### Старопершинская биостанция
В 1917 году после революции Нагибина живёт и работает в деревне Старая Першина. В 1919 году Московское общество испытателей природы (МОИП), создает первую в Советском Союзе биологическую научную станцию в Старом Першино. Базой для станции стало родовое имение Нагибиных. Первым заведующим Старопершинской биостанции стал С. Ф. Нагибин, после его гибели (1921) заведовать биостанцией стала М. П. Нагибина. Старопершинская биологическая станция просуществовала вплоть до 1930-х годов. К работе на ней привлекались многие, впоследствии весьма известные, выдающиеся ученые — ботаники и зоологи Московского университета: К. И. Мейер, Ф. Н. Крашенинников, В. В. Миллер, Г. И. Поляков и др.
В 1919 году Нагибина стала одним из создателей нескольких экспозиций в Дмитриевском «музее родиноведения» (ныне Дмитриевский краеведческий музей им. А. Ф. Вангенгейма). Нагибина являлась членом жюри проходивших на курской земле сельскохозяйственных выставок и участвовала в их представительстве на Всероссийских выставках
В 1925 году после выхода постановления Курской губернской прокуратуры «О выселении бывших помещиков» заведующая биостанцией Нагибина вынуждена покинуть свое бывшее имение. В апреле 1926 года с пятерыми детьми она переезжает в Москву, устраивается на работу в Ботанический сад (современный Аптекарский огород) и живёт в общежитии на его территории. Нагибина стала заниматься выведением новых декоративных сортов морозоустойчивых растений, собирая материал по всему Советскому Союзу. В 1933 году в  Ботаническом саду Московского университета  была создана «Лаборатория зелёного строительства», в которой Нагибина стала работать цветоводом-селекционером. Путём селекции цветов Нагибина вывела более 40 сортов. Наиболее известные: «Памяти Чкалова», «Как закалялась сталь», «Память Ермоловой», «Розовая Гортензия», «Колхозница», «Салют», «Москвичка», «Эос», «Привет ВСХВ», «Красный коралл», «Нарцисс», «Гайавата». Один из сортов флоксов, назван её именем — «Мария Нагибина».
В годы Великой Отечественной войны (1941—1945) сорта Нагибиной были перепутаны, и после войны под одним и тем же названием по стране распространялись разные сорта. Но и поныне некоторые сорта, выведенные Нагибиной, можно увидеть в коллекции Ботанического сада МГУ и в цветниках цветоводов-любителей. Некоторые селекционеры в знак уважения и признательности называли именем Нагибиной новые, выведенные ими сорта цветов. А. Г. Марков — флоксы «Воспоминание о Нагибиной». Л. А. Колесников — сорт сирени «Мария Нагибина».
Нагибина являлась одним из крупных специалистов по зеленому строительству, состояла членом научно-технического совета Академии коммунального хозяйства. Она автор проектов большого числа московских цветников.
Скончалась в Москве. Похоронена на Новодевичьем кладбище.
Научные работы
- «Королевский ботанический сад в Кью» (1911)
- «В природу: Пособие для прохождения начального природоведения» (1917)
- «Памяти проф. С. И. Ростовцева» (1927)
- «За зеленую Москву, за зеленые жакты» (в соавторстве)
- «Уход за комнатными растениями» (1934)
- Краткий очерк растительности Дмитриевского уезда Курской губернии" (1922)
- «Растительность Курской губернии»
- «К изучению растительности Курской губернии» (1924)